# Seznam sourozenců
Seznam sourozenců uvádí některé sourozence, kteří se v Česku a ve světě stali známými ve 20. a 21. století.

## Česko

### Dvojice

#### Umělci
- Pavel Batěk – Petr Batěk (herci)
- Iveta Bartošová – Ivana Bartošová (dvojčata; zpěvačky)
- Iva Bittová – Ida Kelarová (zpěvačky)
- Agnes Branna – Teresa Branna (herečky)
- Jana Brejchová – Hana Brejchová (herečky)
- Anna Brikciusová – František Brikcius (hudebníci)
- Tereza Brodská – Marek Brodský (herci)
- Ferdinand Maxmilián Brokoff – Michal Jan Josef Brokoff (sochaři)
- Jaroslava Brousková – Otakar Brousek mladší (herci a dabéři)
- Jiří Bubeníček – Otto Bubeníček (dvojčata; baletní tanečníci)
- Emil Burian – Karel Burian (operní pěvci)
- Kateřina Burianová – Jan Burian (herečka a písničkář)
- Michal Caban – Šimon Caban (divadelníci)
- Michal Dlouhý – Vladimír Dlouhý (herci)
- Martha Elefteriadu – Tena Elefteriadu (zpěvačky)
- Matěj Forman – Petr Forman (dvojčata; divadelníci)
- Adéla Gondíková – Dalibor Gondík (herci a moderátoři)
- Hugo Haas – Pavel Haas (herec a hudební skladatel)
- Kryštof Hádek – Matěj Hádek (herci)
- Kamil Hála – Vlastimil Hála (jazzoví muzikanti a skladatelé)
- Marta Heinová – Milan Hein (moderátorka a herec)
- Gustav Hilmar – Bedřich Černý (herec a malíř)
- Jana Hlaváčová – Dana Hlaváčová (herečky)
- Jan Hrušínský – Rudolf Hrušínský mladší (herci)
- Petr Janda – Slávek Janda (hudebníci)
- Zorka Janů – Lída Baarová (herečky)
- Vladimír Just – Jiří Just (divadelníci a publicisté)
- Karolína Kamberská – Lucie Steinhauserová
- Ladislav Karoušek – Valerián Karoušek (sochař a malíř, horolezci)
- Martin Kavan – Ondřej Kavan (herci)
- Jiří Kodet – Kristian Kodet (herec a malíř)
- Pavel Kopta – Petr Kopta (textaři a překladatelé)
- Petr Kostka – Zora Kostková (herci)
- Zdeněk Košler – Miroslav Košler (dirigenti)
- Jan Kraus – Ivan Kraus (herec a spisovatel)
- David Kraus – Adam Kraus (herci)
- František Kreuzmann – Anna Kreuzmannová (herci)
- Štěpán Krtička – Johana Krtičková (herci a dabéři)
- Josef Kubíček – Leoš Kubíček (sochaři)
- Taťána Kuchařová – Livie Kuchařová (topmodelka a zpěvačka)
- František Langer – Jiří Langer (spisovatelé)
- Jiří Lábus – Ladislav Lábus (herec a architekt)
- Oldřich Lipský – Lubomír Lipský (režisér a herec)
- Ivan Medek – Mikuláš Medek (politik a malíř)
- Adam Mišík – Martin Mišík (herec a hudebník)
- Alois Mrštík – Vilém Mrštík (spisovatelé a dramatici)
- Johana Munzarová – Barbora Munzarová (herečky)
- Václav Neckář – Jan Neckář (zpěvák; hudebník a příležitostný zpěvák)
- Bohuslava Nečasová – Jaroslav Nečas (spisovatelé a literární vědci)
- Jan Nedvěd – František Nedvěd (folkoví zpěváci)
- Růžena Nosková – Helena Malířová (herečka a spisovatelka)
- Otakar Pajer – Alan Pajer (fotografové)
- Luba Pellarová – Jiří Kárnet (spisovatelé a překladatelé)
- Jakub Prachař – Mariana Prachařová (herec a herečka)
- Iva Procházková – Lenka Procházková (spisovatelky)
- Jiří Plachý starší – Vojtěch Plachý-Tůma (herci)
- Saša Rašilov – Václav Rašilov (herci)
- Sabina Remundová – Theodora Remundová (divadelnice a režisérky)
- Marian Roden – Karel Roden (herci)
- Miki Ryvola – Wabi Ryvola (trampští písničkáři)
- Jan Saudek – Karel Saudek (dvojčata; fotograf a výtvarník)
- Andula Sedláčková – Jára Sedláček (herci)
- Jan Slavíček – Jiří Slavíček (malíř a režisér)
- Jan Spálený – Petr Spálený (popoví hudebníci)
- Evelyna Steimarová – Jiří Kodet (herci)
- Jiří Suchý – Ondřej Suchý (divadelníci)
- Karolina Světlá – Sofie Podlipská (spisovatelky)
- Eva Svobodová – Miroslav Svoboda (herci)
- Karel Svoboda – Jiří Svoboda (hudební skladatelé)
- Jaroslav Souček – Stanislava Součková (opěrní pěvci)
- Jiří Stivín – Zuzana Stivínová (hudebník a herečka)
- Libuše Šafránková – Miroslava Šafránková (herečky)
- František Škroup – Jan Nepomuk Škroup (hudebníci)
- Barbora Šlapetová – Anna Kovářová (architektky; dvojčata)
- Čestmír Šlapeta – Lubomír Šlapeta (architekti, dvojčata)
- Jakub Špalek – Petra Špalková (divadelníci)
- Jiří Štaidl – Ladislav Štaidl (muzikanti působící v popmusic)
- Vladimír Tesařík – Richard Tesařík (zpěváci a hudebníci)
- Václav Thám – Karel Ignác Thám (divadelník a spisovatel)
- Jáchym Topol – Filip Topol (hudebníci a textaři)
- Jiří Traxler – Petr Traxler (folkoví hudebníci)
- Ivan Trojan – Ondřej Trojan (divadelníci)
- Michal Tučný – Vít Tučný (countryoví hudebníci)
- Bedřich Tylšar – Zdeněk Tylšar (hornisté)
- Petr Ulrych – Hana Ulrychová (zpěváci a hudebníci)
- Matyáš Valenta – Anna-Marie Valentová (dětští herci)
- Jitka Válová – Květa Válová (dvojčata; malířky)
- Magda Vášáryová – Emília Vášáryová (herečky)
- Miloš Vávra – Hilbert Vávra (herec a zpěvák)
- Dana Vávrová – Hana Heřmánková (herečka a režisérka – moderátorka)
- Dagmar Veškrnová – Eva Veškrnová (herečky)
- Helena Vondráčková – Jiří Vondráček (zpěváci)
- Tereza Voříšková – Sára Voříšková (herečky)
- Antonín Vranický – Pavel Vranický (hudební skladatelé)
- Ann Wilson – Nancy Wilson (hudebnice)
- Milan Zelenka – Ivan Zelenka (hudebníci)
- Otto Zelenka – Bedřich Zelenka (scenáristé)

#### Sportovci
- Jitka Antošová – Lenka Antošová (veslařky)
- Miroslav Coubal – Michal Coubal (horolezci)
- Lukáš Došek – Tomáš Došek (dvojčata;fotbalisté)
- Dominik Hašek – Martin Hašek (hokejista a fotbalista)
- Jaroslav Holík – Jiří Holík (lední hokejisté)
- Bobby Holík – Andrea Holíková (hokejista a tenistka)
- Libor Hroza – Lucie Hrozová (horolezci a sportovní lezci)
- Jan Janků – Tomáš Janků (atleti, výškaři)
- Jakub Jiroutek – David Jiroutek (skokani na lyžích a trenéři)
- František Kaberle – Tomáš Kaberle (lední hokejisté)
- Martin Koukal – Petr Koukal (lyžař a hokejista)
- Mario Lička – Marcel Lička (fotbalisté)
- Jaroslav Nedvěd – Petr Nedvěd (hokejisté)
- Kristýna Ondrová – Adam Ondra (sportovní lezci)
- Karolína Plíšková – Kristýna Plíšková (jednovaječná dvojčata, tenistky)
- Jan Pospíšíl – Jindřich Pospíšil (hráči kolové)
- Jana Pospíšilová – Blanka Pospíšilová (krasojízda na kole)
- David Rikl – Aleš Rikl (tenisté)
- Eva Romanová – Pavel Roman (krasobruslaři)
- Martina Sáblíková – Milan Sáblík (rychlobruslaři)
- Nikola Sudová – Šárka Sudová (akrobatické lyžařky)
- Adam Svoboda – Dalimil Svoboda (hokejisté)
- David Svoboda – Tomáš Svoboda (jednovaječná dvojčata, vícebojaři)
- Oldřich Svojanovský – Pavel Svojanovský (veslaři)
- Helena Suková – Cyril Suk (tenisté)
- Ondřej Vaculík – František Vaculík (skokani na lyžích)
- Edita Vopatová – Jan Vopat (sportovní lezci)
- Šárka Záhrobská – Petr Záhrobský (sjezdoví lyžaři)

#### Politici
- Edvard Beneš – Vojta Beneš
- Mikuláš Ferjenčík – Olga Richterová
- Eduard Grégr – Julius Grégr
- Tomio Okamura – Hayato Okamura – Osamu Okamura (nepolitik, architekt)
- Václav Havel – Ivan Havel
- Kateřina Bursíková Jacques – Monika MacDonagh-Pajerová

#### Ostatní
- Janek Kroupa – Mikuláš Kroupa (novináři)
- Ester Ládová – Andrea Ládová (pornoherečka, moderátorka a zpěvačka; operní pěvkyně)
- František Lobkowicz – Jaroslav Lobkowicz (biskup a politik)
- Ctirad Mašín – Josef Mašín
- Lukáš Pollert – Klára Pollertová-Trojanová (sportovec, lékař a herečka)
- Karl Rahner – Hugo Rahner (teologové)
- Jan Svatopluk Presl – Karel Bořivoj Presl (přírodovědci)
- Josef Thomayer – František Josef Thomayer (lékař a zahradní architekt)
- Vladimír Mlynář – Milena Bartlová (politik a kunsthistorička)

### Trojice
- Josef Čapek – Karel Čapek (spisovatelé a výtvarníci – viz článek bratři Čapkové) – Helena Čapková
- Leopolda Dostalová – Hana Dostalová – Karel Dostal (herečka, malířka, herec a režisér)
- Marek Eben – David Eben – Kryštof Eben (hudebníci – viz článek bratři Ebenové)
- Anna Geislerová – Ester Geislerová – Lenka Geislerová (herečky a zpěvačka)
- Pavel Machonin – Sergej Machonin – Vladimír Machonin (sociolog, teatrolog a architekt)
- Josef Mánes – Quido Mánes – Amalie Mánesová (malíři)
- Ota Ornest – Jiří Orten – Zdeněk Ornest  (divadelníci a spisovatelé)
- Miloš Rejchrt – Luděk Rejchrt – Pavel Rejchrt (duchovní a spisovatelé)
- Jaroslav Vojta – Hermína Vojtová – Adolf Vojta-Jurný (herci)
- Anna Polívková – Vendula Prager-Rytířová – Vladimír Polívka (herec) (herci)
- Karel Rachůnek – Ivan Rachůnek – Tomáš Rachůnek (hokejisté)
- Ivan Smetáček – Pavel Smetáček – Helena Čižinská (jazzoví muzikanti a historička umění)
- Tomáš Zohorna – Hynek Zohorna – Radim Zohorna (hokejisté)

### Čtveřice
- Martin Štěpánek – Petr Štěpánek – Jana Štěpánková – Kristina Taberyová-Štěpánková (divadelníci)
- Terezie Brzková – Otýlie Beníšková – Marie Spurná – Hana Vojtová (herečky)

### Pětice
- František Ondříček – Karel Ondříček – Augusta Ondříčková – Emanuel Ondříček – Stanislav Ondříček (houslisté)

## Svět

### Dvojice

#### Umělci
- Maxene Angelyn Andrewsová – Patricia Marie Andrewsová (americky zpěvačky – viz článek The Andrews Sisters)
- Beau Bridges – Jeff Bridges (američtí herci)
- Lee Anne DeVette – Tom Cruise
- Guido De Angelis – Maurizio De Angelis (italští skladatelé, viz bratři De Angelisové)
- Catherine Deneuve – Françoise Dorléac (francouzské herečky)
- Betty MacDonaldová – Mary Bardová (americké spisovatelky)
- Jane Fondová – Peter Fonda (američtí herci)
- Rupert Grint – James Grint
- Jake Gyllenhaal – Maggie Gyllenhaal (američtí herci)
- Kate Hudson – Oliver Hudson (američtí herci)
- Andrej Končalovskij – Nikita Michalkov (rusko-američtí režiséři)
- Bill Kaulitz – Tom Kaulitz (dvojčata; němečtí hudebníci)
- Thomas Mann – Heinrich Mann (němečtí spisovatelé)
- Kate Mara – Rooney Mara (americké herečky)
- Sam Robards – Jason Robards (američtí herci)
- Arkadij Natanovič Strugacký – Boris Natanovič Strugacký (ruští spisovatelé)
- Paolo Taviani – Vittorio Taviani (italští filmoví režiséři)
- Lana (Larry) Wachowski – Andy Wachowski (američtí režiséří)
- Lana Woodová – Natalie Woodová (americké herečky)
- Beyoncé – Solange Knowles (zpěvačky)
- Mark Wahlberg – Donnie Wahlberg (herci)
- John Cusack – Joan Cusack (herci)
- Rob Lowe – Chad Lowe (herci)
- Ben Affleck – Casey Affleck (herci)
- Charlie Sheen – Emilio Estevez (herci)
- Matt Dillon – Kevin Dillon (herci)
- Dakota Fanning – Elle Fanning (herečky)
- Emily Osment – Haley Joel Osment (herci)
- Abigail Breslinová – Spencer Breslin (herci)
- Dennis Quaid – Randy Quaid (herci)
- Zooey Deschanel – Emily Deschanelová (herečky)
- James Franco a Dave Franco (herci)
- Aly Michalka a AJ Michalka (herečky)

#### Sportovci
- Sam Avezou – Leo Avezou (francouzští sportovní lezci)
- Ed Banach – Lou Banach (dvojčata, američtí zápasnici)
- Barbara Bacher – Sabine Bacher (rakouské sportovní lezkyně)
- Bob Bryan – Mike Bryan (dvojčata, američtí tenisté)
- Giulio Ciotti – Nicola Ciotti (dvojčata; italští atleti, skokani do výšky)
- Irene Epple – Maria Epple (německé sjezdové lyžařky)
- Stein Eriksen – Marius Eriksen mladší (norští sjezdoví lyžaři)
- Lukas Goetz – Sina Goetz (dvojčata, švýcarští horolezci)
- Pavol Hochschorner – Peter Hochschorner (dvojčata, slovenští vodní slalomáři)
- Marián Hossa – Marcel Hossa (slovenští hokejisté)
- Sylvain Chavanel – Sébastien Chavanel (francouzští cyklisté)
- Susanna Kallurová – Jenny Kallurová (dvojčata, švédské atletky)
- Sami Kapanen – Kimmo Kapanen (finští hokejisté)
- Ljudmyla Kičenoková – Nadija Kičenoková (ukrajinské tenistky)
- Saku Koivu – Mikko Koivu (finští hokejisté)
- Ivica Kostelić – Janica Kostelićová (chorvatští sjezdoví lyžaři)
- Gustav Lantschner – Hellmut Lantschner (němečtí sjezdoví lyžaři)
- Lene Løseth – Nina Løseth – (norské sjezdové lyžařky)
- Reinhold Messner – Günther Messner (italští horolezci)
- Arnaud Petit – François Petit (francouzští sportovní lezci)
- Pavel Pochylý – Ondrej Pochylý (slovenští horolezci)
- Brooke Raboutou – Shawn Raboutou (američtí sportovní lezci)
- Agnieszka Radwańská – Urszula Radwańská (polské tenistky)
- Kairat Rachmetov – Salavat Rachmetov (kazachstánští sportovní lezci)
- Benjamin Raich – Carina Raichová (rakouští sjezdoví lyžaři)
- Maria Rieschová – Susanne Rieschová (německé sjezdové lyžařky)
- Dinara Safinová – Marat Safin (ruští tenisté)
- Henrik Sedin – Daniel Sedin (dvojčata, švédští hokejisté)
- Bernadette Schieldová – Marlies Schieldová (rakouské sjezdové lyžařky)
- Fränk Schleck – Andy Schleck (lucemburští cyklisté)
- Jakob Schubert – Hannah Schubert (rakouští sportovní lezci)
- Dorota Tlałka (též Dorota Tlałka-Mogore) – Małgorzata Tlałka (též Małgorzata Tlałka-Mogore či Małgorzata Tlałka-Długosz) (polsko-francouzské sjezdové lyžařky)
- Jernej Vukotič – Matevž Vukotič (dvojčata, slovinští horolezci)
- Venus Williamsová – Serena Williamsová (americké tenistky)
- Pirmin Zurbriggen – Heidi Zurbriggenová – (švýcarští sjezdoví lyžaři)

#### Politici
- George W. Bush – Jeb Bush (Američané)
- Fidel Castro – Raúl Castro (Kubánci)
- Lech Kaczyński – Jarosław Kaczyński (dvojčata;Poláci)
- Jozef Mikloško – František Mikloško (Slováci)

#### Ostatní
- Michaela Habsbursko-Lotrinská – Monika Habsbursko-Lotrinská (dvojčata;šlechtičny)
- Alexander von Humboldt – Wilhelm von Humboldt (němečtí vědci)
- Mark Kelly (astronaut) – Scott Kelly (astronaut) (američtí letci a astronauti;dvojčata)
- Joseph-Michel Montgolfier – Jacques Étienne Montgolfier (francouzští vynálezci a aviatici)

### Trojice
- Jakob (I.) Bernoulli (1655–1705) – Niklaus/Nicolaus (I.) Bernoulli (1662–1716) – Johann (I.) Bernoulli (1667–1748) (švýcarští matematici) – viz článek Bernoulliovi
- Niklaus/Nicolaus (II.) Bernoulli (1695–1736) – Daniel (I.) Bernoulli (1700–1782) – Johann (II.) Bernoulli (1710–1790) (švýcarští matematici a fyzici) – viz článek Bernoulliovi
- Johann (III.) Bernoulli (1744–1807) – Daniel (II.) Bernoulli (1751–1834) – Jakob (II.) Bernoulli (1654–1705) (švýcarští matematici a fyzici) – viz článek Bernoulliovi
- Charlotte Brontëová – Emily Brontëová – Anne Brontëová (anglické spisovatelky)
- Francis Ford Coppola – Talia Shireová – August Floyd Coppola (režisér, herečka a jazykovědec)
- Peter Dvorský – Miroslav Dvorský – Jaroslav Dvorský (slovenští operní pěvci)
- Kevin Jonas – Joe Jonas – Nick Jonas (američtí hudebníci – viz článek Jonas Brothers)
- John Fitzgerald Kennedy – Robert Kennedy – Edward Kennedy (američtí politikové)
- Lizzy Pattinson, Victoria Pattinson a Robert Pattinson (zpěvačka, ? a herec)
- Judit Polgárová – Susan Polgárová – Sofie Polgárová (maďarské šachistky)
- Julia Robertsová – Eric Roberts – Lisa Roberts Gillan (američtí herci)
- Michail Šalagin – Olga Šalagina – Alexandr Šalagin (ukrajinští sportovní lezci)
- Peter Šťastný – Marián Šťastný – Anton Šťastný (slovensko-američti hokejisté)
- Brian Wilson – Carl Wilson – Dennis Wilson (američtí zpěváci – viz skupina The Beach Boys)
- Owen Wilson – Luke Wilson – Andrew Wilson (američtí herci)
- Mary-Kate Olsen, Ashley Olsen a Elizabeth Olsen (americké herečky)

### Čtveřice
- Alec Baldwin – Daniel Baldwin – William Baldwin – Stephen Baldwin (američtí herci)
- Charlie Sheen (Carlos Irwin Estévez) – Emilio Estévez – Ramón Luis Estévez (Ramon Sheen) – Renée Pilar Estévezová (američtí herci)
- Joaquin Phoenix – River Phoenix – Summer Phoenix – Rain Phoenix (herci)
- Jonathan Borlée – Kévin Borlée – Dylan Borlée – Olivia Borlée (belgičtí sportovci-atleti-běžci;Jonathan a Kévin jsou dvojčata)

### Pět a více
- Rosanna Arquettová – Richmond Arquette – Patricia Arquettová – Alexis Arquettová – David Arquette (američtí herci)
- Blanca Fernández Ochoa – Dolores Fernández Ochoa – Francisco Fernández Ochoa – Juan Manuel Fernández Ochoa – Luis Fernández Ochoa – (španělští sjezdoví lyžaři)
- Michael Jackson – Janet Jacksonová – Jermaine Jackson – La Toya Jackson – Jackie Jackson – Tito Jackson – Marlon Jackson – Randy Jackson – Rebbie Jacksonová (američtí zpěváci)
- The Kelly Family (američtí zpěváci)
- Bratři Marxové (komici)
- Macaulay Culkin – Kieran Culkin – Shane Culkin – Dakota Culkin – Quinn Culkin – Christian Culkin – Rory Culkin
- Marlon Wayans – Shawn Wayans – Damon Wayans – Keenen Ivory Wayans – Damien Dante Wayans – Kim Wayans (herci)